# Bellegarde-Marsal
Bellegarde-Marsal is een gemeente in het Franse departement Tarn (regio Occitanie). De plaats maakt deel uit van het arrondissement Albi. Bellegarde-Marsal is op 1 januari 2016 ontstaan door de fusie van de gemeenten Bellegarde en Marsal.